# Panégyriques latins
Les Panégyriques latins sont une collection de douze discours d'apparat adressés à l'Empereur par des orateurs, qui nous ont été légués par l'Antiquité latine. À part le discours  adressé par Pline le Jeune à Trajan placé en introduction et qui date de l'an 100, les onze discours suivants ont été prononcés dans la période du Dominat, entre l'an 289 (sous Dioclétien et Maximien) et l'an 389 (sous Théodose). 
À cette époque de l'Empire, la figure de l'empereur s'éloigne des formes républicaines jusqu'alors en vigueur pour se rapprocher graduellement d'une vénération plus typique des potentats orientaux. Cela se manifeste par l'adoption  sur les pièces et dans la titulature impériale des mots Dominus noster, « notre maître », ainsi que l'adoption d'un cérémonial obligatoire à adopter devant l'empereur (génuflexions, embrasser la pourpre impériale, ...)
Les panégyriques s'inscrivent dans cette tradition nouvelle, avec des discours centrés sur l'éloge, le remerciement et la supplique de l'Empereur. La majorité des panégyriques de ce recueil ont été prononcés soit par des orateurs gaulois (Nazarius, Pacatus), soit en Gaule (à Augustodunum).

## Description
Les occasions étaient communes, à l'époque du Dominat, que des panégyriques soient adressés à l'Empereur ou prononcés à son intention devant des hauts fonctionnaires impériaux. Un recueil des discours d'orateurs les plus remarquables fut constitué dès la fin du IIIe siècle et progressivement enrichi au cours du IVe siècle . Ce corpus, tel qu'il nous est parvenu comporte onze discours :
- 21 avril 289 : Panégyrique de Maximien, prononcé par Mamertin à Trèves pour louer ses victoires contre les Germains ;
- 21 juillet (?) 291 : Panégyrique, dit Genethliacus, de Maximien, prononcé par Mamertin à Trèves ; discours d'anniversaire qui reprend pour l'essentiel les thèmes du discours précédent de Mamertin ;
- 1er mars 297 : Panégyrique de Constance prononcé par un orateur inconnu à Trèves en l'honneur de ses victoires en Bretagne, contre les attaques des Angles. Autrefois attribué à Eumène, la fausseté de cette attribution a été démontrée par Emil Baehrens ;
- Printemps 298 : Supplique prononcée par Eumène devant le Préfet de la Lyonnaise au forum d'Augustodunum (actuelle Autun) pour la restauration des écoles méniennes d'Augustodunum[note 2], après le sac dont la ville a été l'objet en 269 ;
- 31 mars 307 : Épithalame à Constantin à l'occasion de son mariage avec Fausta, fille de Maximien, prononcé à Trèves par un auteur inconnu ;
- 1er août 310 : Panégyrique de Constantin, prononcé à Trèves devant l'Empereur par un orateur inconnu pour retracer la fin tragique de Maximien, beau-père de Constantin. L'auteur y évoque la vision de Constantin de la Victoire au sanctuaire d'Apollon Grannus et la prophétie de trente ans de règne[3] ;
- 31 mars 312 : Discours de louange adressé à Trèves par un édile inconnu d'Autun à l'empereur Constantin pour le remercier des dégrèvements d'impôts et des bienfaits accordés à sa ville et pour l'inviter à la visiter ;
- Été-Automne 313 : Discours de congratulations prononcé à Trèves devant Constantin par un orateur éduen inconnu pour le féliciter de sa victoire sur Maxence et de son heureuse campagne contre les Francs ;
- 1er mars 321 : Discours prononcé à Rome par l'orateur gaulois Nazarius en l'honneur des quinze ans de gouvernement de l'empereur Constantin et des quinquennalia des Césars ;
- 1er janvier 362 : Discours prononcé à Constantinople par Claude Mamertin à Julien pour le remercier de l'avoir nommé consul ;
- juin-septembre 389 : Panégyrique de l'empereur Théodose prononcé à Rome par l'orateur gaulois Pacatus pour le féliciter de sa victoire sur l'usurpateur Maxime.

## Constitution du recueil
On a présenté ci-dessus les panégyriques dans l'ordre chronologique. Toutefois, le recueil des panégyriques latins qui nous est parvenu par les manuscrits anciens ne range pas du tout ceux-ci dans l'ordre de composition. Le recueil a été constitué au fil du temps par les interventions de copistes ou de rédacteurs successifs qui y ont ajouté les pièces qui leur semblaient les plus remarquables sans souci chronologique.
Un premier recueil fut rassemblé vers 312, probablement à Autun, réunissant les discours de 297, 298, 307, 310 et 312. Ces discours, exaltant les succès de Constantin, marquaient aussi les efforts d'Autun pour renaître de sa ruine. On y adjoignit les deux discours de Mamertin provenant d'un recueil du même genre constitué à Trèves. Ainsi fut constitué un premier recueil de sept discours qui forment ce que les philologues nomment les panegyrici diversorum. Deux remanieurs intervinrent ensuite. Le premier ajouta le discours à Constantin de 313 ; le second adjoignit les discours de Pacatus à Théodose, de Claude Mamertin à Julien et de Nazarius à Constantin.
Le recueil des panégyriques est l'œuvre du IVe siècle finissant, mais il est impossible de discerner qui y mit la dernière main et à quelle époque précise.

## Sources manuscrites
L'histoire de la découverte des Panégyriques latins est liée au Concile de Bâle réuni en 1431. Dans l'esprit de la Renaissance, des prélats et leur suite recherchaient, à l'occasion de leur déplacement en Europe, de nouvelles sources de connaissances sur l'Antiquité dans les diverses bibliothèques qu'ils visitaient. C'est ainsi que Giovanni Aurispa, dans la suite de l'évêque de Ferrare, visita Cologne et Mayence ; c'est là que, dans la bibliothèque de la cathédrale Saint-Martin, il découvrit en 1433 le manuscrit des douze panégyriques (les onze panégyriques listés ci-dessus ainsi que le panégyrique « modèle » de Trajan par Pline le Jeune). De ce manuscrit, appelé Magentinus, Aurispa fit copie en quelques exemplaires destinés à ses amis. En 1458, une autre copie du Magentinus fut prise par le théologien allemand Johannes Hergot ; celle-ci, après divers avatars aboutit à la bibliothèque de l'université d'Uppsala. Une troisième copie faite un peu plus tard aboutit au British Museum au XVIIIe siècle. Quant au manuscrit original, le Magentinus, il a disparu. De ces trois copies furent établies des « copies de copie » et des « copies de copie de copie ». Quatre de ces copies sont en Allemagne, deux en Autriche, une en Belgique, une en Espagne, six en France et douze en Italie.
C'est aux philologues Emil Baehrens et à son fils Wilhelm Baehrens qu'il appartint de démêler les relations entre ces divers manuscrits, de les dater et d'établir leur histoire.

## Trèves et Autun
Les deux cités d'Augusta Treverorum (Trèves) et d'Augustodunum (Autun) constituent le décor ou le sujet les plus présents des panégyriques.
La plupart des discours constituant le recueil des panégyriques ont été prononcés à Trèves. Cette ville était devenue capitale impériale au IIIe siècle en raison de la proximité de la frontière avec les tribus germaniques ; cette frontière menacée de l'Empire exigeait la présence fréquente de l'Empereur, chef des armées. Trèves fut ornée au siècle suivant de nombreux monuments dont les ruines imposantes sont encore visibles, entre autres la Porte noire et la basilique de Constantin.
Depuis la fin du IIe siècle, Autun était devenue une capitale « universitaire » de l'Empire à l'Ouest. Cette cité accueillait les écoles les plus prestigieuses pour la formation des légistes, des avocats et des hauts fonctionnaires de l'Empire. En 269, lors de l'épisode de l'Empire gaulois, s'étant prononcée en faveur l'empereur de Rome, elle fut prise par l'empereur gaulois Victorin, et fut victime d'un sac dont elle eut du mal à se relever : ses meilleurs professeurs, dont Eumène, plaidèrent pour la ville auprès de l'Empereur et Constantin agit beaucoup en faveur de celle-ci. Néanmoins, la prééminence de l'École autunoise décrut progressivement au profit de l'École de Bordeaux, grâce notamment au poète bordelais Ausone.